# El mar del silencio
El mar del silencio es una novela de Clive Cussler, escrita junto a Jack Du Brul. Fue publicada en 2010.

## Argumento
ES la séptima aventura del capitán Juan Cabrillo y su tripulación a bordo del buque de carga Oregón.
El Oregón es un barco tapadera cuya tripulación se dedica en realidad a operaciones de inteligencia. Esta vez son contratados para que recuperen un satélite estrellado en la costa oeste del estado de Washington. Siguiendo el rastro llegan a una isla donde encuentran restos de una antigua expedición china pero también de algo más fatídico, una maldición que ha sobrevivido durante cinco siglos.